# EWSD
EWSD (niem. Elektronisches Wählsystem Digital; ang. Electronic Worldwide Switch Digital) – centrala telefoniczna systemu EWSD firmy Siemens (obecnie Nokia Networks). Według firmy Siemens centrala ta wykorzystywana była do obsługi ponad 160 milionów linii telefonicznych w ponad 100 krajach.

## Cechy charakterystyczne centrali
- sterowanie rozproszone,
- specjalizacja zespołów funkcjonalnych,
- maksymalna pojemność centrali: 240 tysięcy abonentów,
- maksymalna pojemność koncentratora: 952 abonentów.

## Budowa centrali systemu EWSD
- A – łącza analogowe,
- B – łącza bazowe,
- C – cyfrowe łącza międzycentralowe,
- D – analogowe łącza międzycentralowe,
- E – stanowiska telefonistek,
- F – łącza transmisji danych,
- G – łącza do centrum eksploatacji technicznej,
- DLU – zespół analogowo-cyfrowy (blok do przyłączania wszystkich rodzajów linii abonenckich),
- LTG – cyfrowy zespół przyłączeniowy (blok łączący jednostki DLU lub łącza międzycentralowe z polem komutacyjnym SN),
- CCNC – sterowanie wspólnym kanałem sygnalizacyjnym,
- EM – pamięć zewnętrzna,
- OMT – zespół współpracy z centrum eksploatacji technicznej – 2 terminale do zarządzania centralą (na jeden z nich spływają tzw. komunikaty spontaniczne).
- SYP – wyposażenie systemowe – prezentacja optyczna stanu centrali,
- MB – bufor wiadomości,
- CCG – centralny zegar,
- GWT – cyfrowe wyposażenie telefonistek,
- SGC – sterowanie grupami łączników,
- CP – centralny procesor,
- CPKc – centralne pole komutacji cyfrowej.

## Podstawowe zespoły funkcjonalne centrali EWSD

### Budowa zespołu analogowo-cyfrowego
- SLMA – moduł abonentów analogowych zawiera moduł: SLCA, który umożliwia zasilanie, odbiór sygnałów wybierczych, oraz kodowanie próbek mowy. Pracą: SLMA steruje procesor (SLMCP),
- SLMD – moduł abonentów cyfrowych,
- TU – jednostka badaniowa,
- EMSP – wyposażenie do zamykania ruchu lokalnego,
- DIUD0, DIUD1 – zespół współpracy z zespołem przyłączeniowym: „LTG” sieci zero lub sieci jeden,
- DLUC0, DLUC1 – sterowanie do: DIUD sieci zero lub sieci jeden,
- SS0, SS1 – sieci sterowania zero lub jeden,
- S0, S1 – zegar: 4096 KB/s dla sieci zero lub jeden.

#### Rodzaje zespołów analogowo-cyfrowych w centrali EWSD
- RDLU – zespół analogowo-cyfrowy wyniesiony,
- DLU – zespół analogowo-cyfrowy lokalny,
- Każdy zespół zakończony jest 2 lub maksymalnie czterema traktami: „PCM”. Trakty te doprowadzone są do: „LTG”.

### Budowa cyfrowego zespołu przyłączeniowego
- SU – jednostka sygnalizacyjna,
- DIUi – cyfrowe wyposażenie stykowe: i = 0...n,
- SN – pole komutacyjne,
- SPMX – modyfikator kanału: PCM (multiplekser kanałów rozmownych),
- LIU – wyposażenie stykowe z: CPKc,
- CP – procesor.

### Funkcje cyfrowego zespołu przyłączeniowego
- realizuje cześć lokalnych połączeń,
- zbiera kanały wejściowe i przesyła je przy pomocy jednego traktu: PCM.

## Zestawienie połączenia w centrali EWSD

### Cechy zestawiania połączenia
- trasy połączeń: od A do B oraz od B do A nie muszą być identyczne,
- CPKc – składa się z dwóch identycznych płaszczyzn komutacyjnych, połączenie jest zestawiane w obu płaszczyznach równocześnie,
- CPKc – ma budowę magistralową.

### Budowa procesora sterującego
- IOP – procesor: wejścia-wyjścia,
- MU – pamięć,
- PU – procesor główny,
- BA – sterownik do współpracy z magistralą,
- BU – zespół rozbudowy magistrali.

### Funkcje procesora
- magazynuje i zarządza programami, oraz danymi o abonentach i centralach,
- przetwarza informacje o kierowaniu ruchem i wyborze dróg połączeniowych,
- współpracuje z centrum obsługi,
- wykrywa i koryguje błędy wiadomości.